# Нововоля
Нововоля (пол. Nowowola) — село в Польщі, у гміні Янув Сокульського повіту Підляського воєводства.
Населення — 272 особи (2011).
У 1975-1998 роках село належало до Білостоцького воєводства.

## Демографія
Демографічна структура станом на 31 березня 2011 року:
|          | Загалом | Допрацездатний вік | Працездатний вік | Постпрацездатний вік |
| -------- | ------- | ------------------ | ---------------- | -------------------- |
| Чоловіки | 148     | 32                 | 96               | 20                   |
| Жінки    | 124     | 24                 | 58               | 42                   |
| Разом    | 272     | 56                 | 154              | 62                   |